# Era Barta d'Inard
Era Barta d'Inard (francès Labarthe-Inard) és un municipi occità de Comenge, A Gascunya. situat en el departament de l'Alta Garona, a la regió d'Occitània.